# Agrotis zeleznyi
Agrotis zeleznyi là một loài bướm đêm trong họ Noctuidae.